# Great Scotland Yard

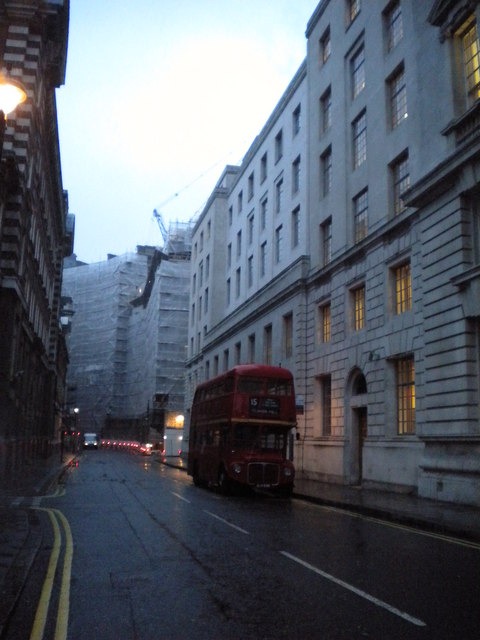
Great Scotland Yard mit Einmündung zum Scotland Place

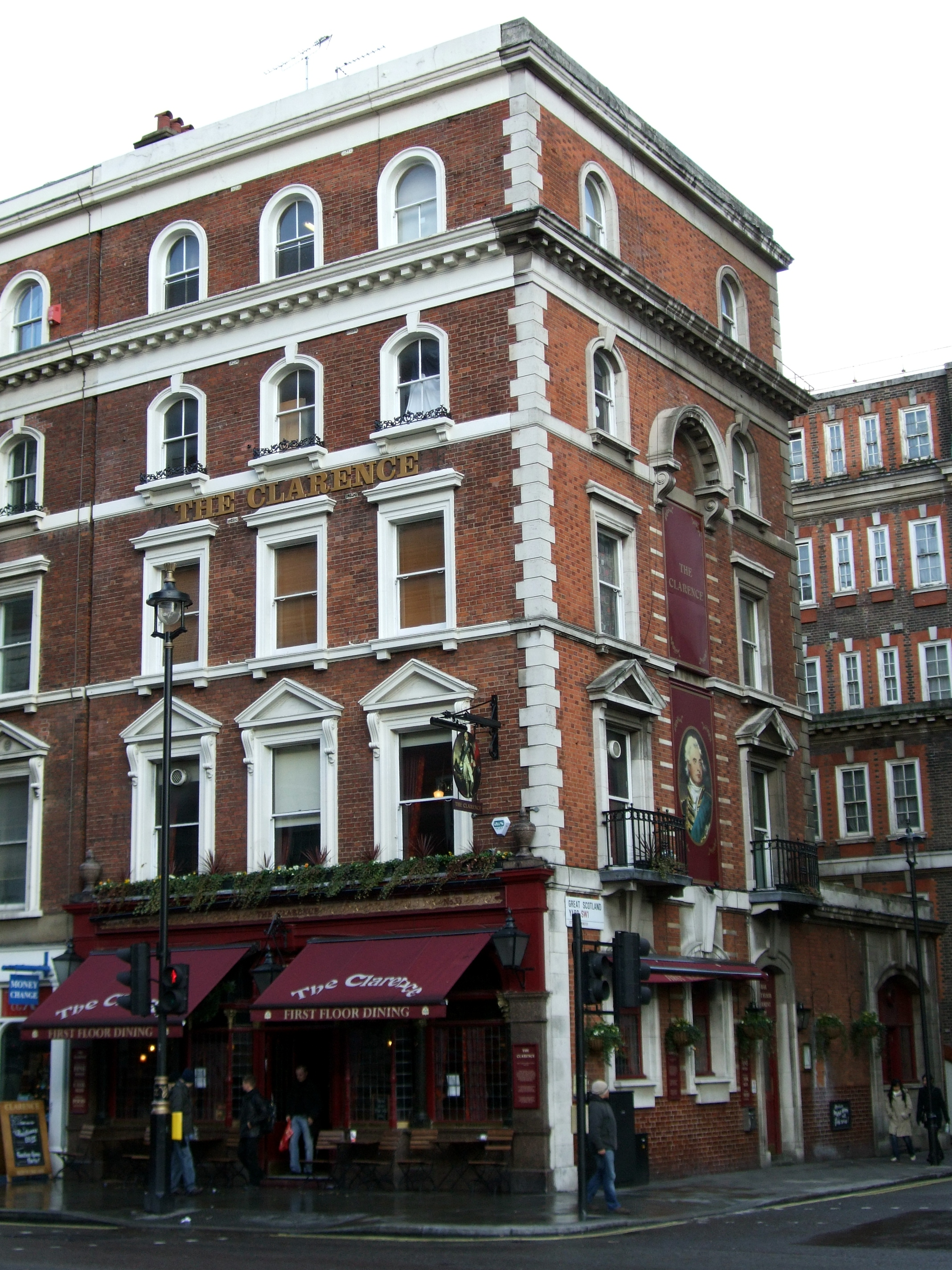
The Clarence Pub an der Ecke Great Scotland Yard – Whitehall

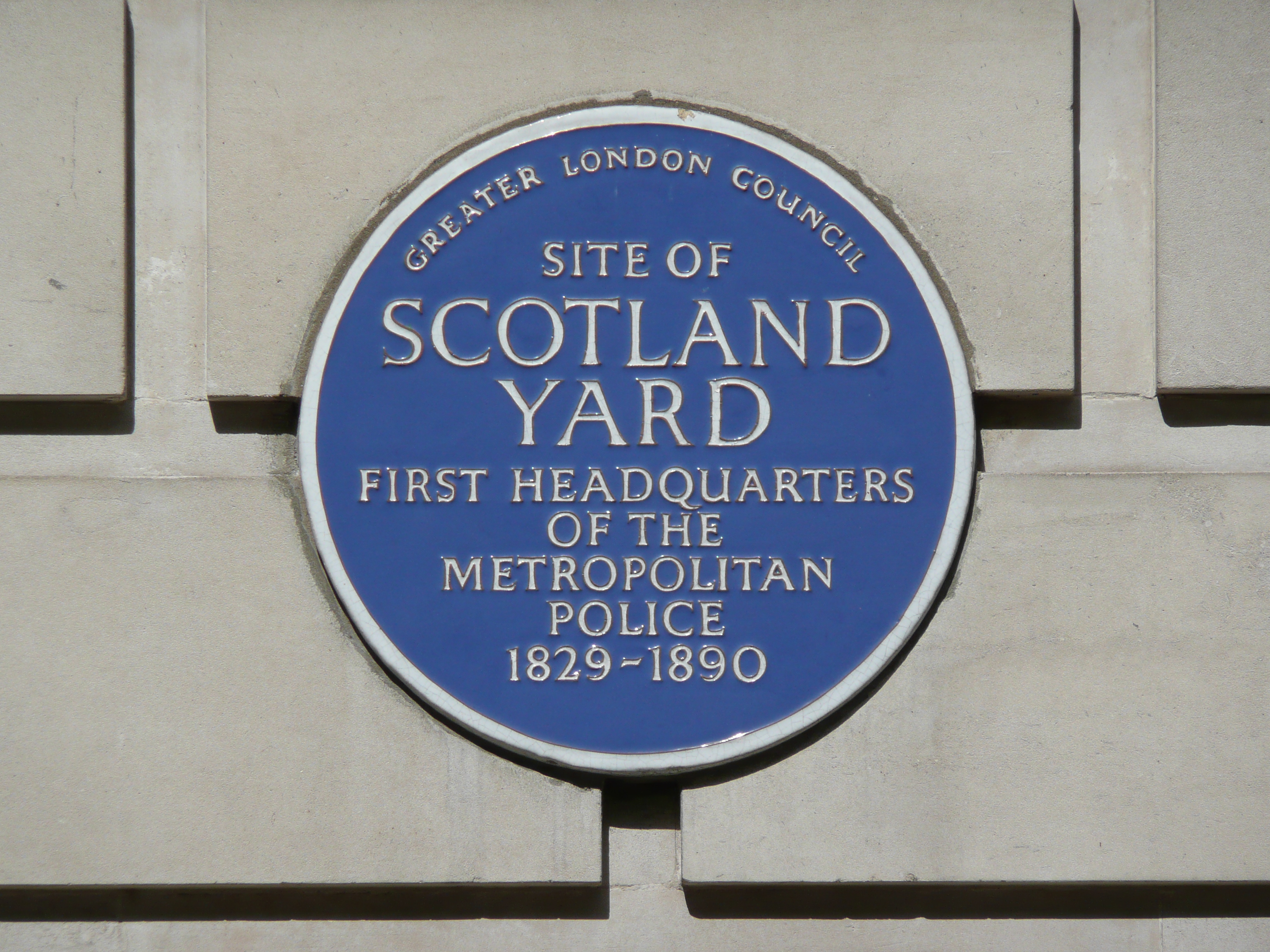
Schild des ersten Hauptquartiers von Scotland Yard

Great Scotland Yard ist eine Straße im Londoner Stadtbezirk City of Westminster.

## Lage
Great Scotland Yard verbindet die Straßen Whitehall und Northumberland Avenue. Die etwa 170 m lange Straße befindet sich im District St. James im Stadtteil Westminster.

## Geschichte
Die Herkunftsbezeichnung des Namens ist nicht mehr genau nachvollziehbar. Jedoch befand sich hier bis zur Vereinigung der Königreiche England und Schottland im Jahr 1707 die Gesandtschaft des Königreichs Schottland. Auch die schottischen Könige pflegten zu Besuchen bei den englischen Königen gelegentlich hier zu residieren. Im 17. Jahrhundert wurde Great Scotland Yard ein Standort von Regierungsgebäuden und Residenzen für Staatsdiener. Die bedeutenden Londoner Architekten Inigo Jones und Christopher Wren hatten hier ihren Wohnsitz. Auch der englische Dichter John Milton lebte hier für einige Jahre während Oliver Cromwells Commonwealth of England.
Der ursprüngliche Hauptsitz des London Metropolitan Police Service befand sich im Eckhaus Whitehall – Great Scotland Yard. Der Haupteingang befand sich an der Great Scotland Yard. Im Laufe der Zeit führte dieser Umstand dazu, dass der Name Scotland Yard zum Metonym für das Polizeihauptquartier wurde.
Ein Plan von 1799 zeigt zwei weitere Straßen namens Scotland Yard, die jedoch mit dieser Bezeichnung heute nicht mehr existieren. Middle Scotland Yard befand sich im Süden, parallel zu Whitehall. Lower Scotland Yard war die nächste Straße im Süden.
Der The Clarence Pub stammt aus dem Jahr 1896 und wurde nach dem Duke of Clarence benannt. Die gegenüberliegende Seite wurde mit dem Clarence Pub durch einen Bogengang verbunden, der jedoch 1908 wieder beseitigt wurde. Das Gebäude wurde danach mit verschiedenfarbigen Ziegeln verblendet.
1953 bezog der Civil Service Club seinen Sitz im alten Feuerwehrhaus. Es ist ein Club für noch amtierende und frühere Staatsbeamte.

## Sonstiges

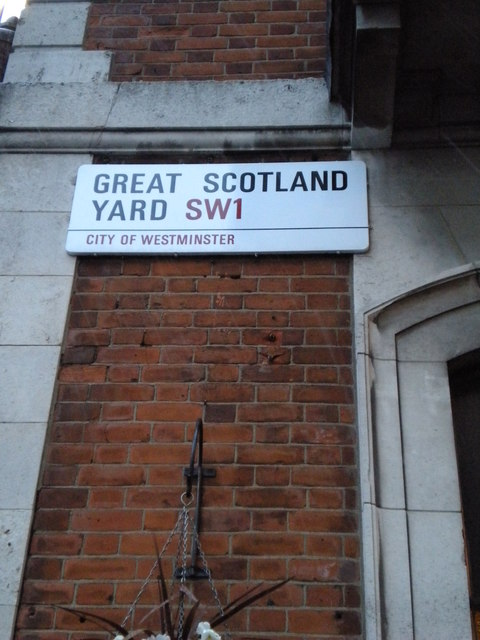
Straßenschild der Great Scotland Yard

- Great Scotland Yard war Drehort für den Film Harry Potter und der Orden des Phönix. An der Ecke Great Scotland Yard – Scotland Place befindet sich im Film der Besuchereingang zum Zaubereiministerium.
- Im Filmdrama Abbitte aus dem Jahr 2007 wurde hier die Kuss- und Abschiedsszene der Hauptdarsteller Keira Knightley und James McAvoy gedreht.

Koordinaten: 51° 30′ 23″ N, 0° 7′ 32,2″ W